# モンティニー＝ル＝ブルトンヌー
モンティニー＝ル＝ブルトンヌー （Montigny-le-Bretonneux）は、フランス、イル＝ド＝フランス地域圏、イヴリーヌ県のコミューン。1968年代以降、自治体間連合サン＝カンタン＝アン＝イヴリーヌに加わったことから劇的に人口が増加した。
日仏文化学院パリ日本人学校（Institut Culturel Franco-Japonais – École Japonaise de Paris）が所在する。

## 地理
モンティニー＝ル＝ブルトンヌーは、パリの南西約20km、ヴェルサイユから4kmの地点にある。南部にわずかに残った森林をのぞけば、コミューン全体が都市化されている。

## 歴史

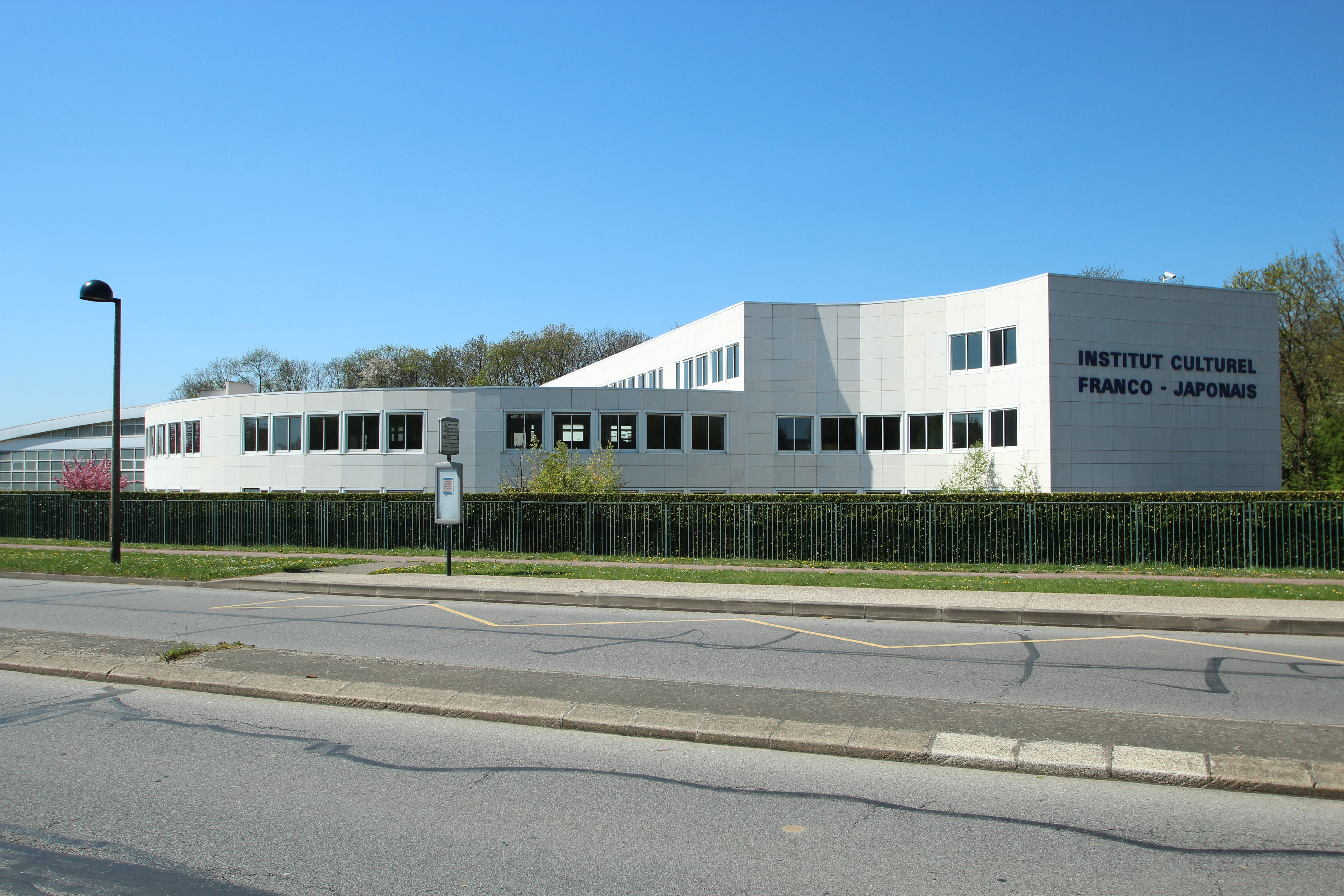
日仏文化学院パリ日本人学校 (Institut culturel franco-japonais - École japonaise de Paris/EN)

長い間、モンティニー＝ル＝ブルトンヌーは、パリ近郊の小さな村であった。モンティニーとは『（標高の）高い土地』を意味する言葉である（ロマンス諸語ではmontani）。ル＝ブルトンヌーについては2つの説がある。
- 最も支持されているのは、古フランク語で湿地を意味するbrestoineuxから派生した名称だというもの
- その他の仮説は、中世にこの地にいたブルトン人領主の存在を示すというもの

フランス革命以前、村はヴェルサイユ宮殿の庭園の一部であった。例として、カトル・パヴェ・デュ・ロワ通り（L'avenue des Quatre Pavés du Roy）とは、王領との間を区切るために使われた、フルール・ド・リスの銘がある4つの敷石を意味している。これらの敷石は、現在のコミューン紋章の中に見ることができる。

## 交通
- 道路 - A12、N10、N12、N286
- 鉄道 - RER C線と、トランジリアンN線およびU線。サン＝カンタン＝アン＝イヴリーヌ＝モンティニー＝ル＝ブルトンヌー駅

## 姉妹都市
- キアルシュペ、ドイツ
- ルンカ、ルーマニア
- デントン、イギリス
- ウィックロー、アイルランド
- サン・フェルナンド (カディス県)、スペイン
- マロースティカ、イタリア
- サンベルナルド・ド・カンポ, ブラジル